# Vakuumfluktuation

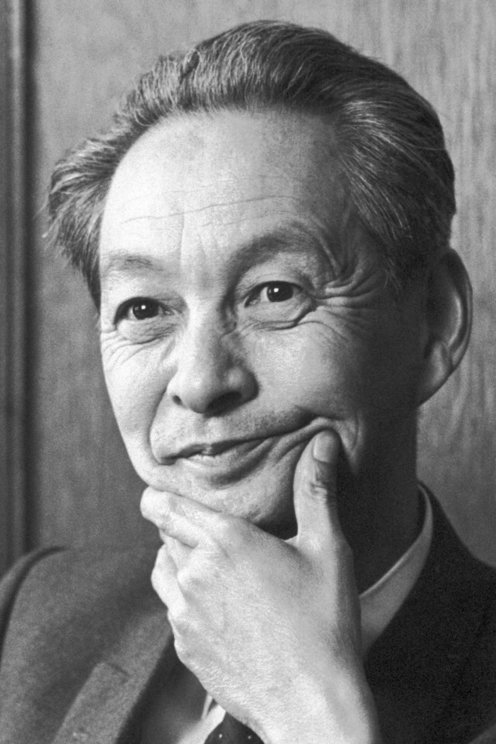
Pionier der Vakuumfluktuation Shin’ichirō Tomonaga (1965)

Vakuumfluktuation bzw. Quantenfluktuation, Vakuumpolarisation und virtuelles Teilchen sind Begriffe aus der Quantenfeldtheorie. Sie bezeichnen bestimmte mathematische Ausdrücke, die in den Summanden einer Reihe auftauchen, wenn eine Energie oder eine Übergangsamplitude mit den Mitteln der quantenmechanischen Störungstheorie berechnet wird. Zwecks besserer Veranschaulichung beschreibt man diese Ausdrücke so, als ob die darin vorkommenden Erzeugungs- und Vernichtungsoperatoren und weitere Faktoren für wirklich in der Zeit ablaufende Prozesse stünden. Gelegentlich wird diese Sprechweise aus der quantenmechanischen Energie-Zeit-Unschärferelation heraus begründet in dem Sinne, dass sie für unbeobachtbar kurze Zeit erlaubt seien. Zu  beachten ist, dass mit Vakuum in diesem Zusammenhang nicht der von jeglicher Materie und Energie entleerte Raum gemeint ist, sondern der quantenmechanische Zustand niedrigst möglicher Energie (Grundzustand). Als Energieeigenzustand zeigt er keinerlei beobachtbare zeitliche Veränderung, insbesondere keine zeitliche Fluktuation. Dass er der Zustand niedrigst möglicher Energie ist, bedeutet hier, dass man z. B. kein wirklich nachweisbares Teilchen (oder Energiequant) daraus entfernen kann.
Die in ähnlichem Zusammenhang oft auftauchenden Begriffe Nullpunktsschwingung und Nullpunktsenergie bezeichnen hingegen oft eindeutig beobachtbare Tatsachen wie z. B. messbar veränderte Reaktionsenergie. Diese beruhen auf der in der Quantenphysik gültigen Orts-Impuls-Unschärferelation.

## Begriffsentstehung in der Quantenfeldtheorie
In der Physik versteht man unter Fluktuation die zufällige Änderung einer näherungsweise konstanten Systemgröße. In diesem Sinne ist jedoch die Vakuumfluktuation nicht zu verstehen. Das Vakuum ist in Raum und Zeit gleichmäßig und ändert sich überhaupt nicht.
In den störungs-theoretischen Formeln der Quantenfeldtheorie von Werner Heisenberg und Wolfgang Pauli treten Unendlichkeiten auf, die von Richard Feynman und Julian Seymour Schwinger 1948 und etwas früher von Shin’ichirō Tomonaga durch die mathematische Methode der Renormierung aufgelöst wurden. Im Zusammenhang mit den dabei entstehenden Summanden entwickelten die Physiker die Vorstellung von Wolken aus virtuellen Teilchen, welche die Teilchen der klassischen Elektrodynamik (wie Elektronen oder Photonen) umgeben. In dieser Vorstellung können virtuelle Teilchen unter Verletzung des Energieerhaltungssatzes in einem unbeobachtbar kurzen Zeitraum real sein, bevor sie sofort wieder absorbiert werden. Durch die entstehende Fluktuation der Eigenschaften dieser Teilchenwolke verändern sich die in allen Prozessen in Erscheinung tretende Masse und Ladung der Teilchen. Somit ist diese Fluktuation in den beobachtbaren Teilchen wie Elektronen oder Photonen bereits enthalten und kann niemals isoliert betrachtet werden. Diese virtuellen Teilchen sind somit theoretische Konstrukte und haben keine reale physikalische Bedeutung. Die Vakuumfluktuation ist insbesondere nicht mit der Paarbildung zu verwechseln, die nur bei realer Energiezufuhr erfolgt und zwei reelle Teilchen erzeugt.
Mit der Nutzung des Begriffs Vakuumfluktuation setzt sich der Mathematiker Arnold Neumaier in einem Forumsbeitrag kritisch auseinander. Er betont, dass die Verwendung von Vakuumerwartungswerten kein Anhaltspunkt für Vakuumfluktuationen sind, da diese Erwartungswerte in allen Berechnungen auftreten werden, solange sie in einer störungstheoretischen Einstellung durchgeführt werden. In nicht störungstheoretischen Studien von Quantenfeldtheorien auf dem Gitter habe niemand die geringste Spur von Vakuumfluktuationen gesehen.

## Vakuumfluktuation in der experimentellen Praxis der Physik
1946 wurden die ersten Effekte, die der bis dahin nur theoretisch diskutierten Vakuumpolarisation zugeschrieben wurden, in Messungen beobachtet: die Anomalie des magnetischen Moments des Elektrons und die Aufspaltung zweier Niveaus des H-Atoms (Lamb-Verschiebung). Seitdem gibt es mehr und mehr physikalische Experimente, die für sich in Anspruch nehmen, die Vakuumfluktuation gemessen zu haben. Einige der Experimente sind im Folgenden aufgeführt.

### Der Casimir-Effekt
Vielfach wird der Casimir-Effekt (Anziehungskräfte zwischen parallelen Metallplatten) als Beweis dafür angesehen, dass Vakuumfluktuationen bzw. virtuelle Teilchen eine eigenständige physikalische Bedeutung haben.
Robert L. Jaffe zeigte 2005 jedoch, dass diese Effekte durch quantentheoretische Störungsrechnung auch ohne Vakuumfluktuationen hergeleitet werden können. Der Casimir-Effekt ergibt sich dabei bereits aus der Van-der-Waals-Wechselwirkung für Platten unendlicher Ausdehnung und Leitfähigkeit. Auch Joseph Cugnon hat vorgeschlagen, die Ursache des Casimir-Effekts eher mit der Van-der-Waals-Wechselwirkung zu erklären.

### Dynamischer Casimir-Effekt
Aus der Quantenfeldtheorie hat der Physiker Gerald T. Moore 1970 hergeleitet, dass virtuelle Teilchen, die sich in einem Vakuum befinden, real werden können, wenn sie von einem Spiegel reflektiert werden, der sich fast mit Lichtgeschwindigkeit bewegt. Er wurde später auch dynamischer Casimir-Effekt genannt.
2008 zeigten Haro und Elizalde jedoch, dass dieser Effekt eher auf thermische Emission zurückzuführen sei.
2011 hat ein Team von schwedischen Wissenschaftlern der Chalmers University of Technology die Idee eines schnell rotierenden Spiegels umgesetzt, indem sie ein SQUID fast auf den Nullpunkt abkühlten und es mit Hilfe eines äußeren Magnetfeldes vibrieren ließen. Dabei entstanden messbare Photonen, deren Energiespektrum symmetrisch war zur halben Frequenz des oszillierenden fiktiven Spiegels. Daraus schlossen die Forscher, den dynamischen Casimir-Effekt gemessen zu haben.

### Messungen mit sehr kurzen Laserimpulsen
2015 haben Physiker an der Universität Konstanz nach eigener Aussage Vakuumfluktuationen des elektromagnetischen Feldes direkt nachgewiesen. Mit einem sehr kurzen Laserpuls im Bereich einer Femtosekunde wurden Effekte gemessen, die sich die Wissenschaftler nur mithilfe von Vakuumfluktuationen erklären können. Leitenstorfer und Kollegen kommen zu dem Schluss, dass die beobachteten Effekte von virtuellen Photonen ausgelöst wurden.

### Messungen supraleitender Bereiche in kondensierter Materie
Quantenphasenübergänge treten in kondensierter Materie auf, wenn beim absoluten Temperaturnullpunkt nicht temperaturartige physikalische Parameter wie Druck, die chemische Zusammensetzung oder ein Magnetfeld variiert werden. Der jeweilige Phasenübergang (zum Beispiel der Übergang von einem Isolator in einen Supraleiter) wird dabei, nach Aussage der Forscher, von Quantenfluktuationen und nicht von thermischen Fluktuationen ausgelöst. Forscher der Bar-Ilan-Universität untersuchten extrem dünne Schichten eines Niob-Titan-Stickstoff-Supraleiters in der Nähe des absoluten Nullpunkts. Mittels eines SQUID wurde festgestellt, dass sich die supraleitenden Bereiche mit der Zeit verändern, also zeitlich und räumlich fluktuieren. Die gewonnenen Erkenntnisse könnten bei der Entwicklung von Quantencomputern nützlich sein.

### Messungen an Gravitationswellendetektoren
2020 berichteten Wissenschaftler mittels LIGO erstmals Auswirkungen von Quantenfluktuationen auf makroskopische Objekte menschlicher Größenordnung gemessen zu haben – auf die Bewegung 40kg-schwerer Spiegel der LIGO-Observatium-Interferometer-Detektoren. Ziel der Untersuchungen ist die Verbesserung der Empfindlichkeit von Gravitationswellendetektoren, die zur Messung von Gravitationswellen gequetschtes Licht verwenden. Durch die Korrelation von Schrotrauschen und einem postulierten Quantenrauschen (im Artikel mit QRPN = „quantum radiation pressure noise“ bezeichnet), konnte die Empfindlichkeit der Detektoren verbessert werden, woraus die Forscher die direkte Messung von Quantenfluktuationen schlussfolgern.

### Messungen der magnetischen Anomalie des Myons
Seit langem vermessen Physiker das anomale magnetische Moment von Elementarteilchen. Bei den Messungen für das Myon sind im April 2021 Abweichungen zu den Vorhersagen des Standardmodells gefunden worden. Anlässlich der gefundenen Differenzen wurde der Wert für das Myon mit Supercomputern, basierend auf dem Standardmodell, neu berechnet. Ein Anteil des anomalen magnetischen Moments wird im englischen Artikel mit hadronic-vacuum-polarization bezeichnet. In diesem Zusammenhang sprechen die Forscher, die den Anteil der hadronischen Vakuumpolarisation (LO-HVP) neu berechnet haben, wie auch Josef M. Gaßner von Vakuum- oder Quantenfluktuationen.

## Begriffsverwendung in physikalischen Lexika
In verschiedenen Artikeln wird Vakuumfluktuation unter Annahme von Nullpunktsenergie, die auch Vakuumenergie genannt wird, gelegentlich hergeleitet aus der Unschärferelation zwischen Zeit und Energie.
Dabei wird manchmal der Eindruck vermittelt, dass diese Fluktuationen physikalische Effekte auslösen könnten. So werden Vakuumfluktuationen als Beleg dafür angeführt, dass das quantenmechanische Vakuum nicht im klassischen Sinne „leer“ ist. Auch werden Vakuumfluktuationen gelegentlich als mögliche Erklärung für die Dunkle Energie angesehen, jedoch unterscheiden sich die errechneten Werte um den Faktor 10120 (Problem der Kosmologischen Konstante).